# 나세르 샤들리
나세르 샤들리(아랍어: ناصر الشاذلي, Nacer Chadli, 1989년 8월 2일 ~ )는 벨기에의 축구 선수로, 현재 벨기에 퍼스트 디비전 A의 베스테를로에서 윙어로 뛰고 있다.
2011년부터 2021년까지 벨기에 축구 국가대표팀 일원으로 활약하며 66경기 8골을 기록했다.